# Криничненский сельский совет (Крым)
Криничненский сельский совет (укр. Криничненська сільська рада, крымскотат. Криничное кой шурасы) — административно-территориальная единица в Белогорском районе в составе АР Крым Украины (фактически до 2014 года); ранее до 1991 года — в составе Крымской области УССР в СССР.
Население по переписи 2001 года составляло 2621 человек, площадь сельсовета — 139 км².
Территория сельсовета расположена в горах Внутренней и северных отрогах Главной гряды Крымских гор, в долинах рек Танасу иБиюк-Карасу, вдоль шоссе Приветное — Белогорск.
В состав сельсовета к 2014 году входило 7 сёл:

| - Криничное - Алексеевка - Головановка - Карасёвка | - Кирпичное - Красносёловка - Яблочное |

## История
Криничненский сельсовет, судя по доступным историческим документам, был образован в 1950-х годах. На 15 июня 1960 года в составе совета числились следующие сёла:

| - Алексеевка - Головановка - Дозорное - Карасёвка - Кизиловка | - Кирпичное - Красносёловка - Криничное - Ольхо́вка - Пчелиное | - Свобо́дное - Соседнее - Ульяновка - Чернополье |

Тот же состав сельсовет сохранил и на 1968 год. К 1977 году были ликвидированы Криничное и Соседнее. В период между 1977 годом, когда сёла ещё входили в состав Криничненского сельсовета и 1985 годом (поскольку в постановлениях Верховной Рада Украины, начиная с этого года, такое действие не значится), был создан Чернопольский сельский совет, в который предали Дозорное, Кизиловка, Ульяновка и собственно Чернополье; в то же время образовано и включено в состав совета Яблочное. Решением Крымского облисполкома 5 сентября 1985 года Ольховка присоединена к Головановке и упразднено Свободное. 18 июля 1989 года село Пчелиное передано в Зеленогорский сельский совет и совет обрёл современный состав. С 12 февраля 1991 года сельсовет в восстановленной Крымской АССР, 26 февраля 1992 года переименованной в Автономную Республику Крым.
С 21 марта 2014 года в составе Крыма аннексирован Россией.
С 2014 года на месте сельсовета находится Криничненское сельское поселение Республики Крым.